# Кульбак, Соломон
Соломон Кульбак (англ. Solomon Kullback; 1907, Бруклин — 1994, Бойнтон-Бич) — американский криптограф и математик.

## Биография
Родился в Бруклине (Нью-Йорк) в семье Натана Кульбака и Иды Глассер. Окончил Сити-колледж со степенью бакалавра в 1927 и степенью магистра по математике в 1929, после чего получил докторскую степень по математике в Университете Джорджа Вашингтона в 1934. По предложению А. Синкова вместе с ним сдал тест на должность младшего математика гражданской службы, после чего оба получили назначение в Вашингтон на должность младших криптоаналитиков американской службы радиотехнической разведки.
По прибытии в Вашингтон, С. Кульбак и А. Синков работали под руководством «отца американской криптографии» Вольфа Фридмана, который организовал интенсивную программу обучения криптографии для гражданских служащих. Молодые криптоаналитики проходили подготовку в тренировочных лагерях в Форт-Мид, после чего получили звания офицеров запаса. После завершения обучения им была поручена работа по разработке сборников шифров для армии США, а также тестирование аппаратуры коммерческого шифрования, которую изготовители предлагали правительству США.
Совместно с Фрэнком Роулеттом Кульбак занимался взломом кода так называемой «Красной машины» — японской криптографической системы. Им удалось раскрыть японский код, имея только сами перехваченные сообщения, зашифрованные этим кодом.
В мае 1942, через пять месяцев после Пёрл-Харбора, Кульбак в звании майора был отправлен в Великобританию для взаимодействия с британскими криптографическими службами. Работал в Блетчли-Парке, где располагалось главное шифровальное подразделение Великобритании — Правительственная школа кодов и шифров (англ. Government Code and Cypher School, GC&CS). Вскоре после возвращения США Кульбак возглавил японское направление в службе дешифровки.
В 1952, после создания Агентства национальной безопасности, Ф. Роулетт возглавил в нём отдел криптоанализа, а С. Кульбак руководил штатом около 60 сотрудников, куда входили, в частности, Лео Розен и Сэм Снайдер. Его сотрудники первыми освоили такие виды машинной памяти, как магнитные ленты и магнитные барабаны, а также многозадачный режим работы компьютеров и вели работы в области кибербезопасности.
С. Кульбак уволился из АНБ в звании полковника в 1962, после чего преподавал в университете Джорджа Вашингтона и вёл научную работу. Понятие теории информации Расстояние Кульбака — Лейблера названо в честь него и Ричарда Лейблера.
Умер в 1994 во Флориде, его имя увековечено в Зале славы военной разведки США и Зале славы Агентства национальной безопасности.